# دایره مور

شکل 1. دایره مور برای تنش های سه بعدی

دایره مور ،  توسط کریستن اتو مور ، ابداع شد و یک نمایش گرافیکی دو بعدی از قانون تبدیل تنش برای تنسور تنش کشی می باشد. 
'''دایره مور''' غالباً در محاسبات مربوط به مهندسی مکانیک برای استحکام مواد ، مهندسی ژئوتکنیک برای مقاومت خاکها و مهندسی سازه برای استحکام سازه های ساخته شده استفاده می شود. همچنین برای محاسبه تنش در بسیاری از صفحه های تنش دیگر با کاهش آنها به اجزای عمودی و افقی استفاده می شود.  صفحه  تنش اصلی به صفحه ای گفته می شوند که در آن تنش های اصلی محاسبه می شود. از دایره مور نیز می توان برای یافتن صفحه های اصلی و تنش های اصلی در یک نمایش گرافیکی استفاده کرد. 
پس از انجام تجزیه و تحلیل استرس بر روی بدنه ماده ای که به عنوان یک محیط پیوسته فرض شده است ، اجزای تنش استرس کوشی در یک ماده خاص با توجه به یک سیستم مختصات شناخته می شوند . سپس از دایره مور برای تعیین گرافیکی اجزای استرس که روی یک سیستم مختصات چرخشی کار می کنند ، استفاده می شود ، یعنی با صفحه های متفاوتی که از آن نقطه عبور می کند . 
{\displaystyle \sigma _{\mathrm {n} }} و {\displaystyle \tau _{\mathrm {n} }} ، از هر نقطه در دایره که به ترتیب ، میزان تنش عمودی و تنش برشی  در ان صفحه می باشند ، بر روی سیستم مختصات چرخان عمل می کنند. 
کارل کولمان اولین شخصی بود که یک ارایه گرافیکی برای تنش ها ی درون یک میله تحت خمش به صورت دو تنش عمودی و طولی داد.  مور  این متد را برای استرسهای دو و سه بعدی گسترش داد و معیار عدم موفقیت را براساس دایره استرس ایجاد کرد. 
روشهای گرافیکی جایگزین برای نمایش وضعیت استرس در یک نقطه شامل بیضوی استرس لامه و کوادریک استرس کوشی می باشد. 
دایره مور را می توان برای هر ماتریس تانسور متقارن 2x2 از جمله تانسور کرنش و تانسور ممنتوم بکار برد . 
دایره مور یکی از آسانترین راه ها برای تعیین صفحه های اصلی و تنش در سیستم تنش دو بعدی است. 

## انگیزه

شکل 2. تنش در یک جسم بارگذاری شده ی تغییر شکل پذیر پیوسته تلقی میشود.

نیروهای داخلی ای که  بین ذرات یک جسم تغییر شکل پذیر بوجود می ایند، به صورت  پیوسته در نظر گرفته می شوند، که در پاسخ به نیرو های خارجی که به جرم کنترل وارد میشوند بوجود می ایند، یعنی یا نیروهای سطحی و یا نیروهای وارد بر جرم کنترل  . این واکنش از قوانین حرکت اویلر برای یک پیوستار حاصل می شود که معادل قوانین حرکت نیوتن برای یک ذره است. اندازه گیری شدت این نیروهای داخلی تنش نامیده میشود. از آنجا که جسم به عنوان یک پیوستار فرض می شود ، این نیروهای داخلی به طور مداوم در حجم جسم توزیع می شوند. 
در مهندسی ، به عنوان مثال ، ساختاری ، مکانیکی یا ژئوتکنیکی ، توزیع تنش در یک جسم ، به عنوان مثال استرس در توده سنگی در اطراف تونل ، بال هواپیما یا ستون های ساختمان ، از طریق تجزیه و تحلیل استرس تعیین می شود . محاسبه توزیع تنش به معنی تعیین استرس در هر نقطه (ذره ماده) در جسم است. به گفته كوچي ، استرس در هر نقطه از يك شيء (شكل 2) كه به عنوان يك پیوستار در نظر گرفته شده است ، توسط نه مؤلفه استرس كاملاً تعريف مي شود. {\displaystyle \sigma _{ij}} از یک تانسور مرتبه دوم از نوع (2،0) معروف به تانسور تنش کوشی ، {\displaystyle {\boldsymbol {\sigma }}} برابر است با: 
{\displaystyle {\boldsymbol {\sigma }}=\left[{\begin{matrix}\sigma _{11}&\sigma _{12}&\sigma _{13}\\\sigma _{21}&\sigma _{22}&\sigma _{23}\\\sigma _{31}&\sigma _{32}&\sigma _{33}\\\end{matrix}}\right]\equiv \left[{\begin{matrix}\sigma _{xx}&\sigma _{xy}&\sigma _{xz}\\\sigma _{yx}&\sigma _{yy}&\sigma _{yz}\\\sigma _{zx}&\sigma _{zy}&\sigma _{zz}\\\end{matrix}}\right]\equiv \left[{\begin{matrix}\sigma _{x}&\tau _{xy}&\tau _{xz}\\\tau _{yx}&\sigma _{y}&\tau _{yz}\\\tau _{zx}&\tau _{zy}&\sigma _{z}\\\end{matrix}}\right]}

شکل 3 تبدیل تنش های وارد بر یک نقطه جسم پایستار به تنش های اصلی ان.

بعد از توزیع تنش در جسم با توجه به یک سیستم مختصات مشخص شده  {\displaystyle (x,y)} ممکن است لازم باشد که  به محاسبه   اجزای تشکیل دهنده تانسور   تنش  در یک نقطه مشخص مثل {\displaystyle P} نسبت به یک سیستم مختصات چرخان {\displaystyle (x',y')} بپردازیم یعنی تنش هایی که بر روی یک صفحه  با جهت گیری متفاوت از آن نقطه مورد نظر عبور می کنند - ایجاد یک زاویه با سیستم مختصات {\displaystyle (x,y)}  می کنند(شکل 3) بپردازیم. به عنوان مثال ، مدنظر است  که حداکثر استرس نرمال و حداکثر تنش برشی و همچنین جهت یابی صفحه هایی که را در آنجا مشاهده می کنیم بپردازیم. برای دستیابی به این هدف ، لازم است یک تبدیل تانسور را تحت چرخش سیستم مختصات انجام دهید. از تعریف تانسور ، تانسور استرس كوچی از قانون تحول تانسور پیروی می كند . یک نمایش گرافیکی از این قانون تحول برای تنش استرس کوشی ، حلقه محور استرس است. 

## دایره مور برای تنش های دو بعدی

شکل 4 اجزای تنشی که در یک نقطه از جسم پایستار تحت اعمال شرایط تنش صفحه ای عبور می کند.

در دو بعد ، تانسور تنش در یک نقطه ماده ای  معین مثل  {\displaystyle P} ،با توجه به هر دو جهت '''عمودی'''  تنها با سه مؤلفه استرس تعریف شده است. برای سیستم مختصات خاص {\displaystyle (x,y)} این مؤلفه های استرس عبارتند از: استرس نرمال {\displaystyle \sigma _{x}} و {\displaystyle \sigma _{y}} و استرس برشی {\displaystyle \tau _{xy}} . از توازن حرکت زاویه ای ، می توان تقارن تنش استرس کاشی را نشان داد. این تقارن حاکی از آن است {\displaystyle \tau _{xy}=\tau _{yx}} . بنابراین ، تنش استرس کوشی را می توان به صورت زیر نوشت: 
{\displaystyle {\boldsymbol {\sigma }}=\left[{\begin{matrix}\sigma _{x}&\tau _{xy}&0\\\tau _{xy}&\sigma _{y}&0\\0&0&0\\\end{matrix}}\right]\equiv \left[{\begin{matrix}\sigma _{x}&\tau _{xy}\\\tau _{xy}&\sigma _{y}\\\end{matrix}}\right]}
هدف استفاده از دایره مور برای یافتن مؤلفه های تنش {\displaystyle \sigma _{\mathrm {n} }} و {\displaystyle \tau _{\mathrm {n} }}  است که روی یک سیستم مختصات چرخان {\displaystyle (x',y')} اثر می کنند، یعنی  (شکل 4). سیستم مختصات چرخان {\displaystyle (x',y')} زاویه  {\displaystyle \theta } با سیستم مختصات اصلی {\displaystyle (x,y)} ایجاد می کند. 

### معادله دایره مور
برای به دست آوردن معادله دایره مور برای موارد دو بعدی تنش صفحه ای و کرنش صفحه ای ، ابتدا یک عنصر ماده نامتناهی دو بعدی را در اطراف یک ماده در نظر بگیرید. {\displaystyle P} (شکل 4) ، با یک واحد سطح در جهت موازی با صفحه {\displaystyle y} - {\displaystyle z}  ، یعنی عمود بر صفحه مانیتور . 
از تعادل نیروها بر روی عنصر نامتناهی ، بزرگی استرس نرمال{\displaystyle \sigma _{\mathrm {n} }} و استرس برشی {\displaystyle \tau _{\mathrm {n} }} داده شده است: 
{\displaystyle \sigma _{\mathrm {n} }={\frac {1}{2}}(\sigma _{x}+\sigma _{y})+{\frac {1}{2}}(\sigma _{x}-\sigma _{y})\cos 2\theta +\tau _{xy}\sin 2\theta }
{\displaystyle \tau _{\mathrm {n} }=-{\frac {1}{2}}(\sigma _{x}-\sigma _{y})\sin 2\theta +\tau _{xy}\cos 2\theta }
این دو معادله معادلات پارامتری دایره مور است. در این معادلات ، {\displaystyle 2\theta } پارامتر است ، و {\displaystyle \sigma _{\mathrm {n} }} و {\displaystyle \tau _{\mathrm {n} }} مختصات هستند این بدان معنی است که با انتخاب یک سیستم مختصات با abscissa {\displaystyle \sigma _{\mathrm {n} }} و ترتیب دادن {\displaystyle \tau _{\mathrm {n} }} مقادیر پارامتر را می دهد {\displaystyle \theta } نقاط بدست آمده را روی یک دایره قرار می دهد. 
از بین بردن پارامتر {\displaystyle 2\theta } از این معادلات پارامتری معادله غیر پارامتری دایره مور را به دست می دهد. این کار را با استفاده مجدد از معادلات برای {\displaystyle \sigma _{\mathrm {n} }} و {\displaystyle \tau _{\mathrm {n} }} ابتدا اصطلاح اول را در معادله اول منتقل کنید و مربع هر دو معادله را اضافه کنید و سپس آنها را اضافه کنید. بنابراین ما داریم 
{\displaystyle {\begin{aligned}\left[\sigma _{\mathrm {n} }-{\tfrac {1}{2}}(\sigma _{x}+\sigma _{y})\right]^{2}+\tau _{\mathrm {n} }^{2}&=\left[{\tfrac {1}{2}}(\sigma _{x}-\sigma _{y})\right]^{2}+\tau _{xy}^{2}\\(\sigma _{\mathrm {n} }-\sigma _{\mathrm {avg} })^{2}+\tau _{\mathrm {n} }^{2}&=R^{2}\end{aligned}}}
{\displaystyle R={\sqrt {\left[{\tfrac {1}{2}}(\sigma _{x}-\sigma _{y})\right]^{2}+\tau _{xy}^{2}}}\quad {\text{and}}\quad \sigma _{\mathrm {avg} }={\tfrac {1}{2}}(\sigma _{x}+\sigma _{y})}
{\displaystyle (x-a)^{2}+(y-b)^{2}=r^{2}}